# Нілсвіль (Міннесота)
Нілсвіль (англ. Nielsville) — місто (англ. city) в США, в окрузі Полк штату Міннесота. Населення — 78 осіб (2020).

## Географія
Нілсвіль розташований за координатами 47°31′42″ пн. ш. 96°49′3″ зх. д. / 47.52833° пн. ш. 96.81750° зх. д. (47.528381, -96.817385).  За даними Бюро перепису населення США в 2010 році місто мало площу 0,94 км², уся площа — суходіл.

## Демографія
Згідно з переписом 2010 року, у місті мешкало 90 осіб у 42 домогосподарствах у складі 19 родин. Густота населення становила 96 осіб/км².  Було 56 помешкань (60/км²).
Расовий склад населення:
| - 93,3 % — білих - 5,6 % — осіб інших рас |

До двох чи більше рас належало 1,1 %. Частка іспаномовних становила 23,3 % від усіх жителів.
За віковим діапазоном населення розподілялося таким чином: 23,3 % — особи молодші 18 років, 64,5 % — особи у віці 18—64 років, 12,2 % — особи у віці 65 років та старші. Медіана віку мешканця становила 46,0 року. На 100 осіб жіночої статі у місті припадало 87,5 чоловіків;  на 100 жінок у віці від 18 років та старших — 109,1 чоловіків також старших 18 років.
Середній дохід на одне домашнє господарство  становив 66 164 долари США (медіана — 48 750), а середній дохід на одну сім'ю — 80 936 доларів (медіана — 55 000). За межею бідності перебувало 32,1 % осіб, у тому числі 73,3 % дітей у віці до 18 років та 0,0 % осіб у віці 65 років та старших.
Цивільне працевлаштоване населення становило 45 осіб. Основні галузі зайнятості: роздрібна торгівля — 15,6 %, освіта, охорона здоров'я та соціальна допомога — 15,6 %, транспорт — 13,3 %, оптова торгівля — 13,3 %.